# Stupa di ghiaccio

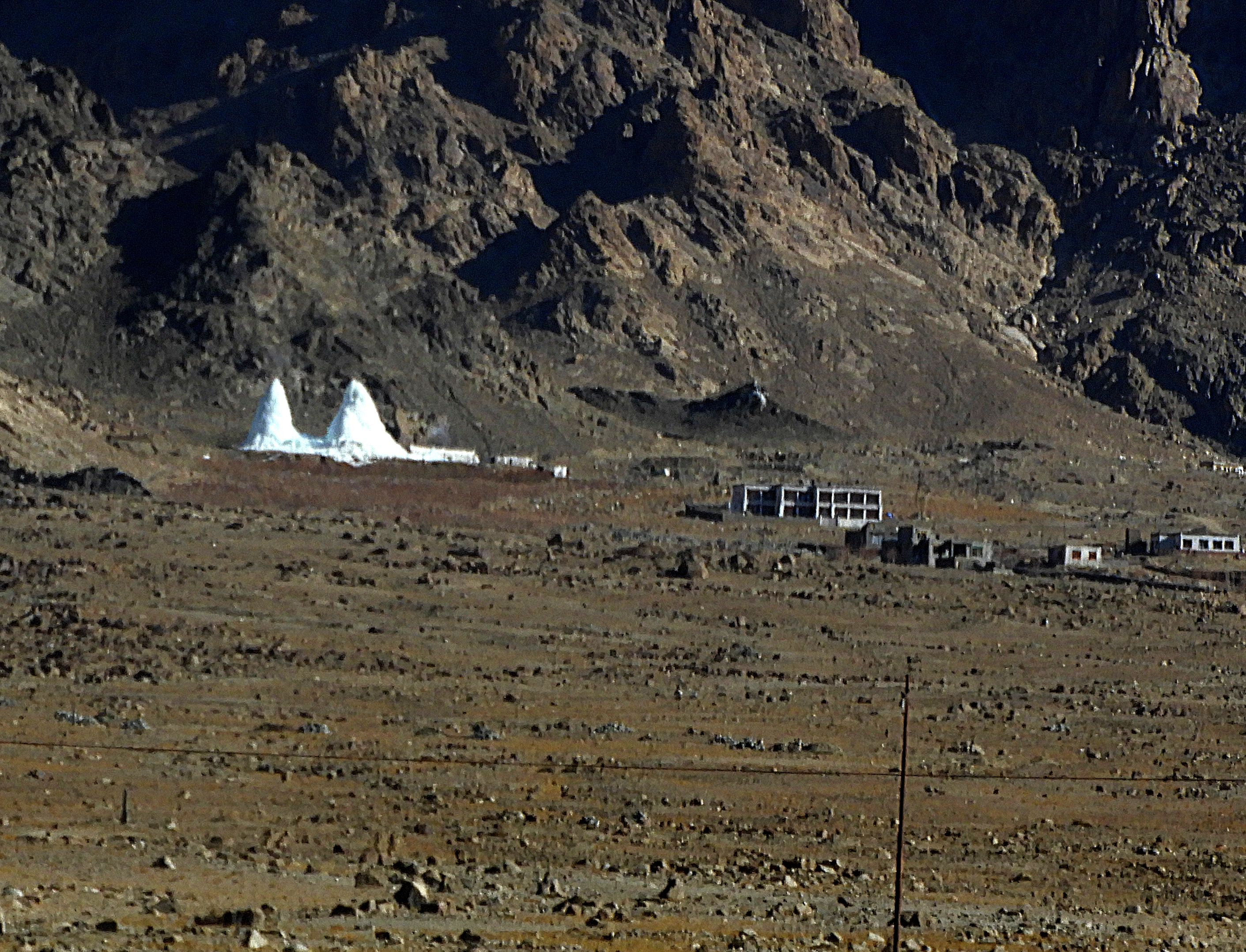
Due stupa di ghiaccio vicino al monastero di Phyang, fotografati nel febbraio 2018

Lo stupa di ghiaccio  è una particolare tecnica per creare dei ghiacciai artificiali, allo scopo di combattere la scarsità d'acqua dell'area himalayana. Questi coni di ghiaccio permettono di immagazzinare l'acqua di fusione, proveniente dai nevai formatisi nel periodo invernale (che altrimenti non sarebbe utilizzata), sotto forma di accumuli di ghiaccio a forma conica. 
Durante l'estate, quando l'acqua scarseggia, lo stupa di ghiaccio si scioglie lentamente in modo naturale, aumentando la disponibilità di approvvigionamento idrico per le colture. Lo stupa di ghiaccio è stato inventato da Sonam Wangchuk nel Ladakh (India) nell'ambito del progetto gestito dallo Students' Educational and Cultural Movement of Ladakh, una ONG del Ladakh che è iniziato nell'ottobre 2013. Il test iniziale è stato avviato nel gennaio 2014 col nome The Ice Stupa Project. Il 15 novembre 2016, l'inventore ha ricevuto il Rolex Awards for Enterprise per questa sua realizzazione.

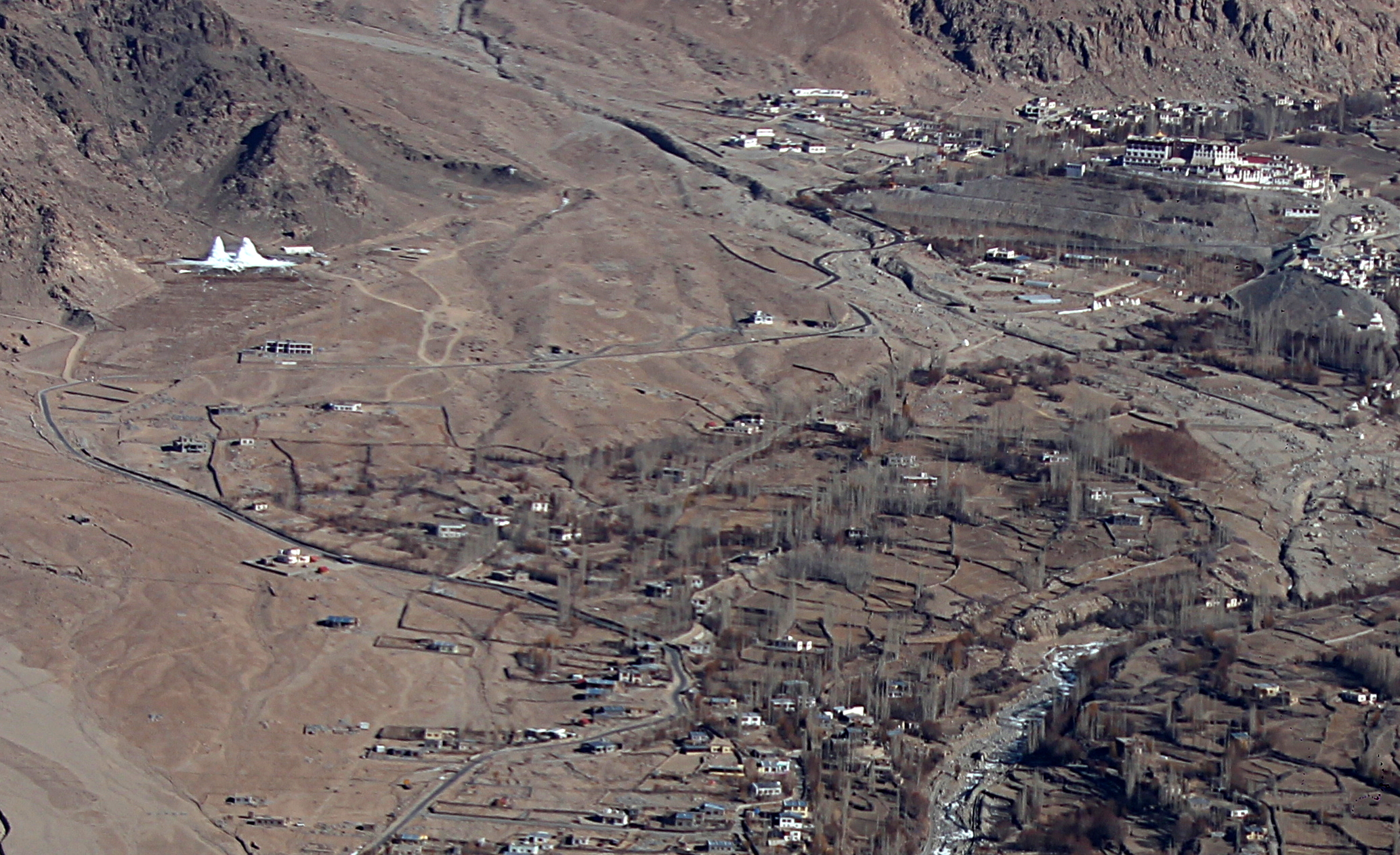
Vista aerea dello stupa di ghiaccio e del monastero di Phyang

## Etimologia
Lo stupa è una scultura tipica o un piccolo tempio buddista a forma conica, caratteristico della regione Himalayana. La forma di questi ghiacciai artificiali ricorda quella di questi templi, da cui il nome.

## Contesto geografico
Il Ladakh riceve pochissime precipitazioni e non ha una falda acquifera. La sua fornitura idrica dipende principalmente dall'acqua di fusione del ghiacciaio. Con il riscaldamento globale, questi si sciolgono sempre prima, non permettendo la necessaria irrigazione al momento della semina, che avviene intorno ad aprile o maggio.
Il Ladakh è un deserto freddo e durante l'inverno, l'agricoltura non può venire praticata a causa del terreno ghiacciato e delle basse temperature dell'aria. Durante la stagione primaverile, quando il fabbisogno idrico per la semina aumenta, i torrenti si prosciugano. Con precipitazioni annuali inferiori a 50 millimetri (2,0 in), l'agricoltura nel Ladakh dipende unicamente dall'acqua proveniente dal disgelo della neve e dei ghiacciai. A causa dei cambiamenti climatici, questa regione sperimenta estati sempre più calde, con aumento della velocità di fusione dei ghiacciai e cambiamenti nei tempi e nella disponibilità delle acque di fusione non allineati con i bisogni dell'agricoltura. Conseguentemente, durante la stagione primaverile l'acqua è più scarsa e ciò a sua volta influisce sull'agricoltura e sulle scorte alimentari.

## Invenzione
Il principio alla base di questa invenzione è quello di raccogliere l'acqua dai torrenti in inverno, di trasportarla a valle tramite tubi, quindi di farla zampillare di notte, quando questa ghiaccia istantaneamente nell'aria ad una temperatura tra -10 °C e −20 °C. Ciò consente la costruzione per accumulo di ghiaccio di una piramide alta circa 40 metri e larga 20 metri, che immagazzina 16 milioni di litri d'acqua. Durante la stagione secca, in aprile e maggio, la piramide si scioglie lentamente, consentendo l'irrigazione e la coltivazione di verdure, orzo e patate.  La forma piramidale degli stupa sul ghiaccio consente un'esposizione minore al sole e una fusione più lenta. 
Sonam Wangchuk, l'inventore di questo stupa, notò la presenza di ghiaccio sotto un ponte nel mese di maggio, che rimase presente anche in estate nonostante si trovasse a quota relativamente bassa nel Ladakh. Il ghiaccio non si era sciolto poiché non era esposto alla luce solare diretta. Wangchuk comprese che il ghiaccio avrebbe potuto durare più a lungo in Ladakh se fosse rimasto ombreggiato dal sole. Poiché non era possibile fornire ombra a corpi idrici di grandi dimensioni, Wangchuk pensò di congelare e conservare l'acqua sotto forma di un cono, forma geometrica che offre una superficie minima all'esposizione solare, ma permette di raccogliere un volume elevato di acqua.
Nell'ottobre 2013, Sonam Wangchuk creò il primo prototipo alto 6 metri (20 ft) di stupa di ghiaccio congelando 150.000 litri d'acqua a Leh, senza alcun riparo dalla luce solare. L'acqua fu convogliata dalla montagna sfruttando la forza di gravità senza utilizzare elettricità o altri macchinari per pompare l'acqua. Lo stupa di ghiaccio così creato, non si sciolse completamente fino al 18 maggio 2014, anche quando la temperatura era superiore a 20 °C (68 °F). Allo scopo di riforestare la zona 5.000 arbusti furono piantati nelle vicinanze del primo prototipo.
Dopo la prova positiva del prototipo il primo stupa di ghiaccio fu inaugurato nel marzo 2015 vicino a Leh. Il suo costo fu di 110.000 euro, ottenuto con crowdfunding, e ha permesso di immagazzinare due milioni di litri d'acqua; questo ha iniziato a sciogliersi nell'aprile 2017, permettendo di irrigare una piantagione di pioppi.
Sonam Wangchuk ha ricevuto il Premio Rolex 2016 come riconoscimento per questa sua invenzione.